# Bahama-Dollar
Der Bahama-Dollar ist die Währung der Bahamas.
Er ist im Verhältnis von 1:1 an den US-Dollar gebunden. Eingeführt wurde er 1966, vorher war das Britische Pfund das Zahlungsmittel auf den Bahamas. Bei der Einführung ersetzte ein Dollar sieben Shillings, damit war der Bahama-Dollar gleichwertig zum US-Dollar (£1 = $2.80). Um die Umstellung zum Dezimalsystem zu erleichtern, wurden der 3-Dollar-Schein und die 15-Cents-Münzen eingeführt – 3 $ entsprachen etwa einem Britischen Pfund, 15 Cents dem Wert eines Shilling. Unterteilt ist der Bahama-Dollar in 100 Cents (c).
Als Alternative haben die Bahamas als erstes Land weltweit den Sand Dollar als digitales, legales Zahlungsmittel seit dem 20. Oktober 2020 eingeführt.

## Banknoten
Alle Banknoten haben dieselbe Größe (156 × 67 mm) und werden von der Zentralbank der Bahamas ausgegeben. Alle außer die derzeit nicht nachgedruckten Halb- und Drei-Dollar-Noten haben die neuen Sicherheitsmerkmale CRISP (Counterfeit Resistant Integrated Security Product).
Als einzige Frau überhaupt ist Königin Elizabeth II. gleich auf vier Banknoten präsent. Sie ziert die Vorderseiten des Halb-Dollar-Scheines, des 3-Dollar-Scheines, des 10-Dollar-Scheines und des größten Scheins, der 100-Dollar-Note. Die weiteren Personen auf den Bahamaer Geldscheinen sind vier ehemalige Politiker der Bahamas, die alle von der Queen geadelt wurden. Die Rückseiten der Banknoten zieren landestypische Motive und Institutionen. Schwester Sarah auf dem Nassauer Strohmarkt (Halb-Dollar-Schein) steht dabei stellvertretend für die einfache Bevölkerung.
| Nennwert           | Abbild                      | Farbe                                 | Bild Vorderseite              | Bild Rückseite                                         |
| ------------------ | --------------------------- | ------------------------------------- | ----------------------------- | ------------------------------------------------------ |
| $1/2 (Fifty Cents) | Königin Elisabeth II.       | Moosgrün, Anthrazit und Dunkel-Türkis |                               | Schwester Sarah auf dem Nassauer Strohmarkt            |
| 00$1               | Sir Lynden O. Pindling      | Dunkelgrün, Minzgrün und Braun        |                               | Royal Bahamas Police Force Band                        |
| 00$3               | Königin Elisabeth II.       | Karminrot                             | Strandszene am Paradise Beach | Family Island Regatta                                  |
| 00$5               | Sir Cecil Wallace-Whitfield | Orange, Braun und Blau                |                               | Junkanoo Parade                                        |
| 0$10               | Königin Elisabeth II.       | Dunkelblau, Dunkelgrün und Maroni     |                               | Leuchtturm bei Hope Town und Siedlung der Abaco-Inseln |
| 0$20               | Sir Milo B. Butler          | Anthrazit, Rot und Grün               |                               | Nassauer Hafen                                         |
| 0$50               | Sir Roland T. Symonette     | Orange, Braun und Grün                |                               | Gebäude der Zentralbank                                |
| $100               | Königin Elisabeth II.       | Purpur, Blau, Grün und Malve          |                               | Blauer Marlin                                          |

### CRISP Evolution Serie
Die CRISP Evolution Serie stellt die 7. Banknotenserie des bahamaischen Dollars dar. Die Serie ist in mehrfacher Hinsicht besonders: Erstmals werden als Druckmaterial neben Papier auch zwei gemischte Substrate verwendet, und zwar Hybrid™ von Louisenthal für die 1- und 5-Dollar-Noten sowie Durasafe® von Landqart für die 50- und 100-Dollar-Noten. Erstmals seit der Serie von 1984 werden alle Nominalwerte, einschließlich der ½- und 3-Dollar-Noten, im Zuge der 7. Serie erneuert. Für die ½-Dollar-Note ist es die erste Neuerung seit 2001, für die 3-Dollar-Note sogar seit 1984. Zum ersten Mal erhalten die Banknoten bzw. ihre Rückseiten ein vertikales Design, wobei die grundlegende Motivik der einzelnen Nominalwerte nicht geändert wird.
Die Ausgabe der CRISP Evolution Serie beginnt am 28. September 2016 mit der 10-Dollar-Note, gefolgt von der 1-Dollar-Note am 27. September 2017 und der 20-Dollar-Note am 27. September 2018. Am 24. Januar und 28. März 2019 werden die ½-Dollar-Note bzw. 3-Dollar-Note ausgegeben. Im Laufe des Jahres 2019 wird auch die Ausgabe der neuen 50-Dollar-Note erwartet.

## Münzen
| Nennwert | Form                     | Durchmesser | Gewicht | Vorderseite | Rückseite         |
| -------- | ------------------------ | ----------- | ------- | ----------- | ----------------- |
| 01 Cent  | rund                     | 17,029 mm   | 1,7 g   | Wappen      | Drei Seesterne    |
| 05 Cents | rund                     | 21,0 mm     | 3,4 g   | Wappen      | Ananas            |
| 10 Cents | rund gewellt             | 23,5 mm     | 5,18 g  | Wappen      | Zwei Grätenfische |
| 15 Cents | quadratisch (abgerundet) | 21,59 mm    | 6,48 g  | Wappen      | Hibiskus          |
| 25 Cents | rund, geriffelter Rand   | 24,26 mm    | 5,1 g   | Wappen      | Schaluppe         |